# تسوشاب
تسوشاب هو نهر عابر في إقليم هارداب في وسط ناميبيا.ينبع مصدره من جبال نوكلوفت الجنوبية، حيث يتدفق غربًا عبر متنزه ناميب نوكلوفت الوطني إلى سوسوسفلي، وهو حوض باطني. كان لدى النهر السفلي في الماضي مسارات مختلفة قليلاً وشكل أيضًا حوضين آخرين، ديدفلي وهِدّينفلي.